# Doleriet
| Doleriet                                 | Doleriet | Doleriet               | Doleriet        | Doleriet          |
| ---------------------------------------- | -------- | ---------------------- | --------------- | ----------------- |
| Olivijn-doleriet, Národní muzeum, Praag. |          |                        |                 |                   |
| Olivijn-doleriet, Národní muzeum, Praag. |          |                        |                 |                   |
| Indeling der stollingsgesteenten         |          |                        |                 |                   |
|                                          | % SiO2   | uitvloeings- gesteente | gang- gesteente | diepte- gesteente |
| felsisch                                 | >~70     | ryoliet                | granofier       | graniet           |
| felsisch                                 | ~70-63   | daciet                 | granodioriet    | granodioriet      |
| intermediair                             | 63-52    | andesiet               | dioriet         | dioriet           |
| mafisch                                  | 52-45    | basalt                 | doleriet        | gabbro            |
| ultramafisch                             | <45      | komatiiet              | peridotiet      | peridotiet        |

Het stollingsgesteente doleriet, ook wel diabaas genoemd, is een mafisch ganggesteente met tussen 48 en 52% silica.

## Eigenschappen
Doleriet is een middelkristallijn ganggesteente, het mafische equivalent van het felsische ganggesteente granofier. Doleriet is gevormd uit minder viskeus magma dan granofier.
De mineralen die doorgaans in dolerieten gevonden worden, zijn olivijn, plagioklaas, biotiet, amfibolen en pyroxenen.

## Voorkomen
Dolerieten komen voor in die gebieden waar, door de geologische geschiedenis heen, mafisch vulkanisme is ontstaan en wordt gevormd tussen het uitvloeiingsgesteente basalt en het dieptegesteente gabbro. Varianten van doleriet zijn ofiet (voornamelijk tijdens het laat-Trias in de Pyreneeën gevormde doleriet) of diabaas, dolerieten met veel olivijn, waardoor het gesteente groengekleurd wordt. In Suriname vormen resistente dolerietgangen lange gebergteketens zoals het Van Asch van Wijckgebergte.